# Carel Fabritius
Carel Fabritius (Middenbeemster, 27 febbraio 1622 – Delft, 12 ottobre 1654) è stato un pittore olandese, tra i più dotati allievi di Rembrandt.

## Biografia
Fabritius, figlio di un insegnante, nacque nel polder di Beemster, appena fondato. Da principio Carel lavorò come carpentiere (= fabritius). Intorno al 1640 andò a bottega, insieme a suo fratello Barent, nello studio di Rembrandt ad Amsterdam. Nei primi anni 1650 si trasferì a Delft, ed entrò nella gilda dei pittori di Delft nel 1652. Morì giovane, in seguito all'esplosione di un magazzino di polvere da sparo che, il 12 ottobre 1654, distrusse un intero quartiere della città di Delft, dove sorgeva lo studio del pittore. Solo una dozzina di dipinti scamparono al disastro.

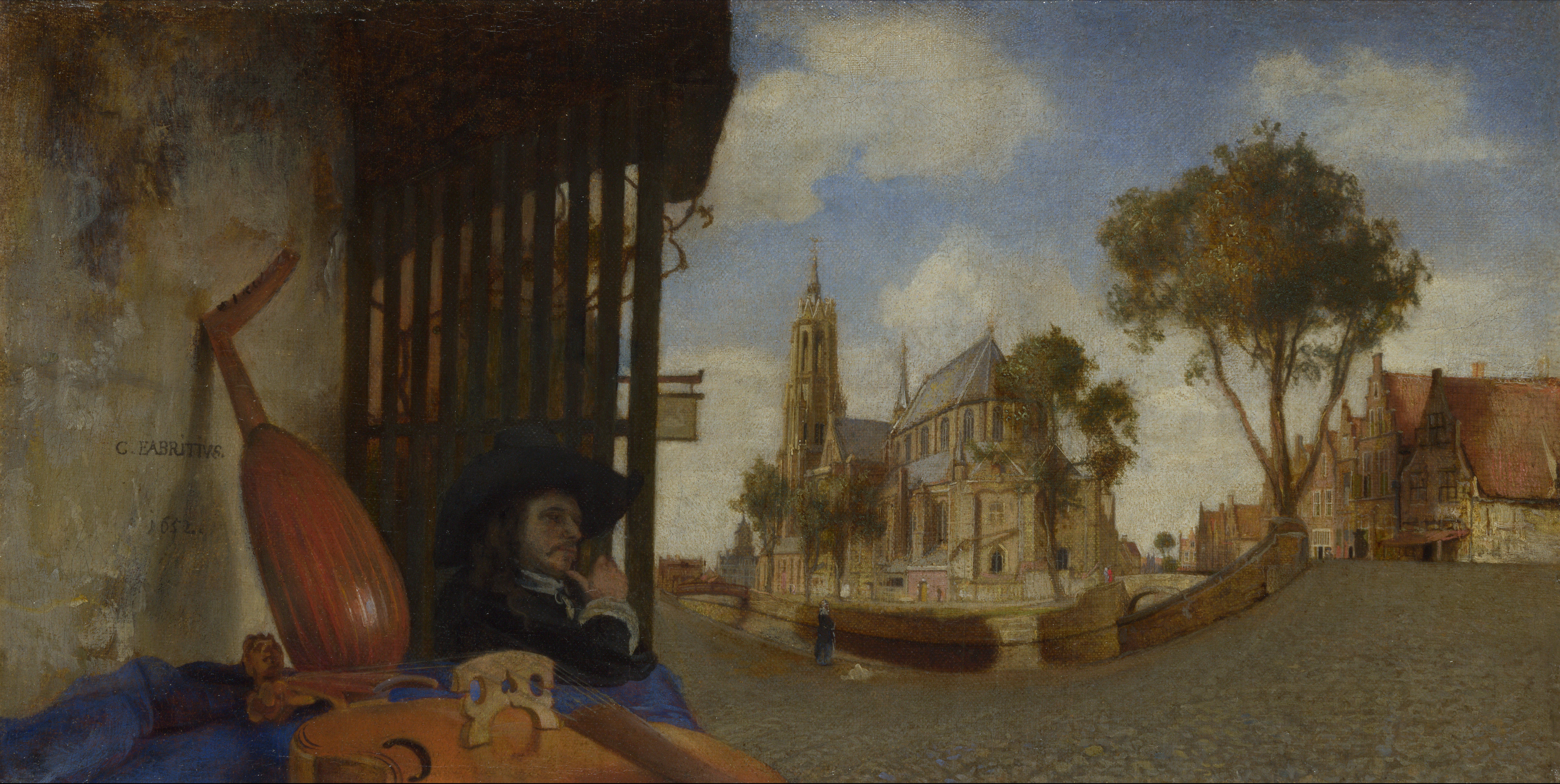
Fabritius Veduta di Delft (1652). Si noti la prospettiva esagerata.

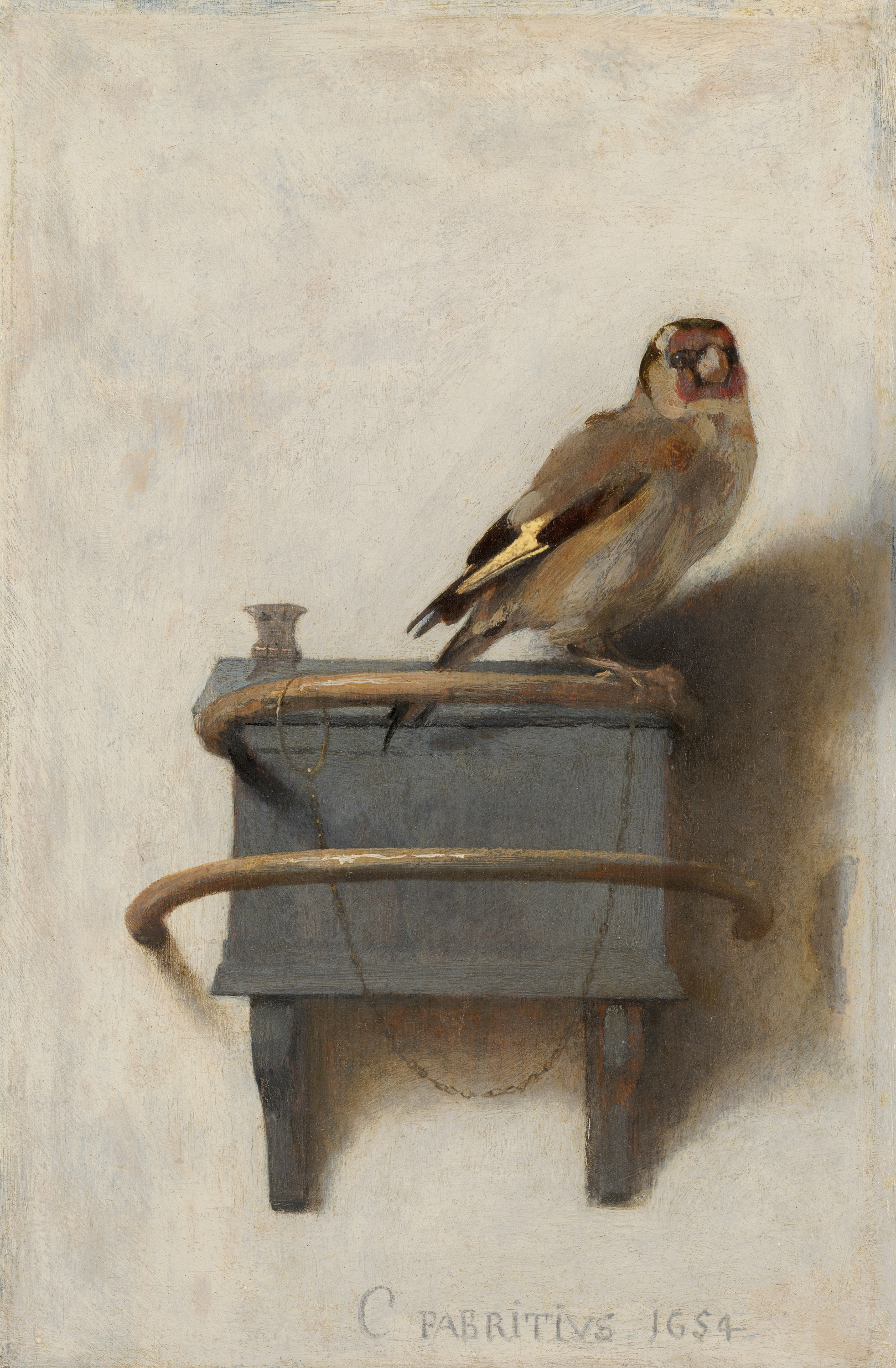
Il cardellino

Di tutti gli allievi di Rembrandt, Fabritius è stato l'unico a sviluppare uno stile artistico originale. Un tipico ritratto di Rembrandt avrebbe un semplice sfondo scuro con l'oggetto definito dalla luce. Al contrario, i ritratti di Fabritius si caratterizzano per gli sfondi dai colori luminosi e materici. Allontanandosi dall'attenzione, tipica del Rinascimento, all'iconografia, Fabritius si interessò soprattutto agli aspetti tecnici della pittura. Usava armonie di colori freddi per creare le forme in uno stile luminoso.
Fabritius si è anche interessato a complessi effetti spaziali, come si può vedere nella prospettiva esagerata di Veduta di Delft con banco di venditore di strumenti musicali (1652). Egli ha anche dimostrato eccellente controllo di un pennello caricato pesantemente, come in Il cardellino (1654). Tutte queste qualità si ritrovano nelle opere dei più famosi pittori di Delft, come Vermeer e de Hooch; è probabile che Fabritius abbia esercitato su di essi una forte influenza.

## Galleria di opere
| N° | Immagine | Titolo                                                           | Data        | Tecnica                 | h     | l    | Ubicazione                              | Note                                 |
| -- | -------- | ---------------------------------------------------------------- | ----------- | ----------------------- | ----- | ---- | --------------------------------------- | ------------------------------------ |
| 01 |          | La decollazione di San Giovanni Battista                         | 1640        | olio su tela            | 149   | 121  | Rijksmuseum, Amsterdam                  |                                      |
| 02 |          | La resurrezione di Lazzaro                                       | 1643        | olio su tela            | 210,5 | 140  | Mueseo nazionale, Varsavia              |                                      |
| 03 |          | Era che si nasconde durante la battaglia tra gli dèi e i giganti | 1643        | olio su tela            | 77    | 67   | Museo Puškin delle belle arti, Mosca    |                                      |
| 04 |          | Donna seduta con fazzoletto                                      | 1644        | olio su tela            | 124   | 100  | Art Gallery of Ontario, Toronto         | In precedenza attribuito a Rembrandt |
| 05 |          | Agar e l'angelo                                                  | 1643 - 1645 | olio su tela            | 157,5 | 136  | Residenzgalerie, Salisburgo             |                                      |
| 06 |          | Autoritratto con cappello                                        | 1645        | olio su tela            | 62,4  | 51,1 | Alte Pinakothek, Monaco di Baviera      |                                      |
| 07 |          | Autoritratto con la camicia aperta                               | 1645        | olio su tela            | 65    | 49   | Museo Boijmans Van Beuningen, Rotterdam |                                      |
| 08 |          | Mercurio e Argo                                                  | 1645-1647   | olio su tela            | 73,5  | 104  | LACMA, Los Angeles                      |                                      |
| 09 |          | Mercurio e Aglauro                                               | 1645-1647   | olio su tela            | 72,4  | 91,1 | Museum of Fine Arts, Boston             |                                      |
| 10 |          | Ritratto di Abraham de Potter                                    | 1649        | olio su tela            | 68,5  | 57   | Rijksmuseum, Amsterdam                  |                                      |
| 11 |          | Ragazza con una scopa                                            | 1651        | olio su tela            | 107,3 | 91,4 | National Gallery of Art, Washington     | da un'opera di Rembrandt             |
| 12 |          | Veduta di Delft con banco di venditore di strumenti musicali     | 1652        | olio su pannello telato | 15,4  | 31,6 | National Gallery, Londra                |                                      |
| 13 |          | Autoritratto con cappello di pelliccia                           | 1654        | olio su tela            | 70,5  | 61,5 | National Gallery, Londra                |                                      |
| 14 |          | Il cardellino                                                    | 1654        | olio su tavola          | 33,5  | 22,8 | Mauritshuis, L'Aia                      |                                      |
| 15 |          | La sentinella                                                    | 1654        | olio su tela            | 68    | 58   | Staatliches Museum, Schwerin            |                                      |
| 16 |          | Soldato con elmo                                                 |             | olio su tavola          | 38,5  | 31   | Groninger Museum, Groninga              |                                      |
| 17 |          | Ritratto di anziano                                              |             | olio su tela            |       |      | Museo Granet, Aix-en-Provence           |                                      |

- 1646 Ritratto di vecchio, olio su tela, Museo del Louvre, Parigi

## Nei media
Nel romanzo di Donna Tartt Il cardellino (2013) e nel film da esso tratto da John Crowley (Il cardellino, 2019), si costruisce una vicenda contemporanea attorno all'omonimo quadro, che nel film si salva, intatto, da una nuova esplosione occorsa, stavolta per un attentato terroristico, nella galleria d'arte in cui viene ospitato.